# بایشادی
بایشادی (انگلیسی: Bayshady) یک شهرک در شهرستان بورایفسکی باشقیرستان کشور روسیه است.